# Christophe Haddad
Christophe Haddad (Wilrijk, 24 oktober 1978) is een Belgische acteur van Libanese afkomst. Hij kreeg in Nederland bij het grote publiek naamsbekendheid door zijn rol als Nick Sanders in de soap Goede tijden, slechte tijden, in Vlaanderen volgde bekendheid met zijn rol als Bob Sleeckx in Thuis.

## Carrière

### Begin
Na de middelbare school kreeg Haddad een rol in de musical Sneeuwwitje, Assepoester, Pinokkio, Robin Hood en "Doornroosje" ( van Studio 100). Al verschillende malen had Christophe in Nederland opgetreden in diverse musicals, maar de musical Titanic, waar hij in 2002 in meespeelde, was zijn eerste musicalproductie van een Nederlandse producent. Na deze musical kreeg hij in 2003 een rol in de musical De 3 musketiers. In België heeft hij ook in een paar televisieseries en musicals meegespeeld. In 2007 deed hij mee met de dansshow Dancing with the Stars van de Nederlandse televisiezender RTL 4 en danste hij onder begeleiding van Ilse Lans. Uiteindelijk verloor hij in de finale van deze show van weervrouw Helga van Leur.

### Grotere televisieseries
Vanaf november 2003 tot juni 2009 speelde Haddad de rol van Nick Sanders in de Nederlandse soapserie Goede tijden, slechte tijden. Haddad verliet naar eigen zeggen de serie om zijn dromen na te jagen en een acteeropleiding te volgen aan het Lee Strasberg Theatre and Film Institute in New York. Vanaf 5 juli 2011 keerde Haddad echter weer terug in Goede tijden, slechte tijden, om even later in 2012 weer uit de serie te verdwijnen. In het seizoen 2010-2011 had Haddad een hoofdrol in de VTM-telenovela Ella als Frederico. Van 2011 tot 2012 had hij een bijrol in Zone Stad.
In 2012 speelde Haddad de hoofdrol in de kortfilm < 3 van Sjoerd de Bont. Van 2013 tot en met 2015 was hij, met korte tussenposes, te zien in de Vlaamse soap Familie als Gunther Poucke. In 2014 keerde Haddad terug als Nick Sanders in Goede tijden, slechte tijden, hij verliet het programma weer in 2015. Op 16 oktober 2015 maakte Haddad zijn debuut in de serie Thuis als Bob Sleeckx; een rol die hij net geen tien jaar zou gaan vertolken. In 2016 was hij te zien in het programma Celebrity Stand-Up.

## Privé
Haddad is getrouwd met model Sanne de Regt.

## Televisie
| Televisie als acteur            | Televisie als acteur         | Televisie als acteur             |
| Jaar                            | Productie                    | Rol                              |
| ------------------------------- | ---------------------------- | -------------------------------- |
| 2003-2009, 2011-2012, 2014-2015 | Goede tijden, slechte tijden | Nick Sanders                     |
| 2010-2011                       | Ella                         | Frederico García Gómez           |
| 2011-2012                       | Zone Stad                    | Maxime Verbist                   |
| 2013                            | The White Queen              | John Grey                        |
| 2013, 2014, 2015                | Familie                      | Gunther Poucke                   |
| 2015-2024                       | Thuis                        | Bob Sleeckx                      |
| 2016                            | Kosmoo                       | Tim                              |
| 2022                            | The Window                   | Lutz Rangnick                    |
| 2022                            | De Kotmadam                  | Brendan                          |
| Televisie als deelnemer         |                              |                                  |
| Jaar                            | Productie                    | Opmerkingen                      |
| 2007                            | Dancing with the Stars       | Eindigde in de finale als tweede |
| 2009                            | Laat ze maar lachen          | Eén aflevering                   |
| 2016                            | Celebrity Stand-Up           | Eén aflevering                   |